# بروستر (نيويورك)
بروستر (بالإنجليزية: Brewster, New York)‏ هي بلدة تقع في الولايات المتحدة في مقاطعة بوتنام، نيويورك. يقدر عدد سكانها بـ 2,390 نسمة ومساحتها 1.2 كم2 وترتفع عن سطح البحر 142 متر.

## التركيبة السكانية
حدّد مكتب تعداد الولايات المتحدة بيانات التركيبة السكانية لبروستر في تعداد الولايات المتحدة. في ما يلي، التركيبة السكانية حسب تعدادي 2000 و2010.

### تعداد عام 2000
بلغ عدد سكان بروستر 2,162 نسمة بحسب تعداد عام 2000، وبلغ عدد الأسر 840 أسرة وعدد العائلات 442 عائلة مقيمة في القرية. في حين سجلت الكثافة السكانية 1,689.1 نسمة لكل كيلومتر مربع (4,374.7/ميل2). وبلغ عدد الوحدات السكنية 881 وحدة بمتوسط كثافة قدره 688.3 لكل كيلومتر مربع (1,782.7/ميل2).
وتوزع التركيب العرقي للقرية بنسبة 78.77% من البيض و5.37% من الأمريكيين الأفارقة و0.37% من الأمريكيين الأصليين و2.31% من الأمريكيين ذوي الأصول الآسيوية و11.66% من الأعراق الأخرى و1.53% من عرقين مختلطين أو أكثر و32.10% من الهسبانيون أو اللاتينيون من أي عرق.
بلغ عدد الأسر 840 أسرة كانت نسبة 29.4% منها لديها أطفال تحت سن الثامنة عشر تعيش معهم، وبلغت نسبة الأزواج القاطنين مع بعضهم البعض 33.9% من أصل المجموع الكلي للأسر، ونسبة 11.9% من الأسر كان لديها معيلات من الإناث دون وجود شريك، بينما كانت نسبة 6.8% من الأسر لديها معيلون من الذكور دون وجود شريكة وكانت نسبة 47.4% من غير العائلات. تألفت نسبة 34.2% من أصل جميع الأسر من عدة أفراد يعيشون في نفس المنزل ونسبة 10% كانت تتألف من شخص يعيش بمفرده يبلغ من العمر 65 عاماً أو أكثر. وبلغ متوسط حجم الأسرة المعيشية 2.52، أما متوسط حجم العائلات فبلغ 3.08.
بلغ العمر الوسطي للسكان 33.0 عاماً. وكانت نسبة 19.7% من القاطنين تحت سن الثامنة عشر، وكانت نسبة 11.7% بين الثامنة عشر والرابعة والعشرين عاماً، ونسبة 40.9% كانت واقعةً في الفئة العمرية ما بين الخامسة والعشرين والرابعة والأربعين عاماً، ونسبة 15.8% كانت ما بين الخامسة والأربعين والرابعة والستين، ونسبة 9.9% كانت ضمن فئة الخامسة والستين عاماً فما فوق. يوجد لكل 100 أنثى 128.5 ذكر، ويوجد لكل 100 أنثى في الثامنة عشر من عمرها فما فوق 127.2 ذكر.
بلغ متوسط دخل الأسرة في القرية 42,750 دولارًا، أما متوسط دخل العائلة فبلغ 48,393 دولارًا. وكان متوسط دخل الذكور 28,793 دولارًا مقابل 28,929 دولارًا للإناث. وسجل دخل الفرد الخاص بالقرية 21,865 دولارًا. وكانت نسبة 9% من العائلات ونسبة 14.5% من السكان تحت خط الفقر، وكان من هؤلاء نسبة 14.3% تحت سن الثامنة عشر ونسبة 12.1% في الخامسة والستين من العمر وما فوق.

### تعداد عام 2010
بلغ عدد سكان بروستر 2,390 نسمة بحسب تعداد عام 2010، وبلغ عدد الأسر 862 أسرة وعدد العائلات 463 عائلة مقيمة في القرية. في حين سجلت الكثافة السكانية 1,867.2 نسمة لكل كيلومتر مربع (4,836.0/ميل2). وبلغ عدد الوحدات السكنية 961 وحدة بمتوسط كثافة قدره 750.8 لكل كيلومتر مربع (1,944.6/ميل2).
وتوزع التركيب العرقي للقرية بنسبة 75.73% من البيض و2.93% من الأمريكيين الأفارقة و0.63% من الأمريكيين الأصليين و3.43% من الأمريكيين ذوي الأصول الآسيوية و0.54% من سكان جزر المحيط الهادئ و12.80% من الأعراق الأخرى و3.93% من عرقين مختلطين أو أكثر و55.98% من الهسبانيون أو اللاتينيون من أي عرق.
بلغ عدد الأسر 862 أسرة كانت نسبة 30.9% منها لديها أطفال تحت سن الثامنة عشر تعيش معهم، وبلغت نسبة الأزواج القاطنين مع بعضهم البعض 32.1% من أصل المجموع الكلي للأسر، ونسبة 9.7% من الأسر كان لديها معيلات من الإناث دون وجود شريك، بينما كانت نسبة 11.8% من الأسر لديها معيلون من الذكور دون وجود شريكة وكانت نسبة 46.3% من غير العائلات. تألفت نسبة 34.7% من أصل جميع الأسر من عدة أفراد يعيشون في نفس المنزل ونسبة 9.4% كانت تتألف من شخص يعيش بمفرده يبلغ من العمر 65 عاماً أو أكثر. وبلغ متوسط حجم الأسرة المعيشية 2.73، أما متوسط حجم العائلات فبلغ 3.30.
بلغ العمر الوسطي للسكان 32.7 عاماً. وكانت نسبة 19% من القاطنين تحت سن الثامنة عشر، وكانت نسبة 14.2% بين الثامنة عشر والرابعة والعشرين عاماً، ونسبة 38.4% كانت واقعةً في الفئة العمرية ما بين الخامسة والعشرين والرابعة والأربعين عاماً، ونسبة 20.9% كانت ما بين الخامسة والأربعين والرابعة والستين، ونسبة 7.6% كانت ضمن فئة الخامسة والستين عاماً فما فوق. وتوزع التركيب الجنسي للسكان بنسبة 61.7% ذكور و38.3% إناث.

## أعلام
- إدوارد بينز
- كريس بالمر
- رالف إدواردز
- فانيا كروسبي
- لورا برانيجان
- أفا فابيان